# کروتونیک اسید
کروتونیک اسید (به انگلیسی: Crotonic acid) با فرمول شیمیایی C۴H۶O۲ یک ترکیب شیمیایی با شناسه پاب‌کم ۶۳۷۰۹۰ است. که جرم مولی آن ۸۶٫۰۹ g/mol می‌باشد. 